# Dukla Banská Bystrica (wielerploeg)
Dukla Banská Bystrica is een kleine continentale Slowaakse wielerploeg. De ploeg is sinds 2004 actief als continentale ploeg. In 2012 werd fietsmerk Trek cosponsor.

## Bekendste (oud-)renners
- Erik Baška (2013-2014)
- Maroš Kováč (2004-heden), voormalig Slowaaks kampioen op de weg
- Juraj Sagan (2007-2009)
- Peter Sagan (2009)
- Ján Šipeky (2004-2011)
- Ján Valach (2010)
- Peter Velits (2004)
- Martin Velits (2004)

## Samenstellingen

### 2014
| Naam          | Geboortedatum     | Nationaliteit | Ploeg 2013 |
| ------------- | ----------------- | ------------- | ---------- |
| Erik Baška    | 12 januari 1994   | Slowakije     |            |
| Roman Broniš  | 17 oktober 1976   | Slowakije     |            |
| Mário Daško   | 30 juni 1994      | Slowakije     |            |
| Matej Jurčo   | 8 augustus 1984   | Slowakije     |            |
| Maroš Kováč   | 11 april 1977     | Slowakije     |            |
| Martin Mahdar | 31 juli 1989      | Slowakije     |            |
| Luboš Malovec | 10 februari 1994  | Slowakije     |            |
| Filip Taragel | 19 mei 1992       | Slowakije     |            |
| Patrik Tybor  | 16 september 1987 | Slowakije     |            |

### 2013
| Naam                        | Geboortedatum     | Nationaliteit | Ploeg 2012       |
| --------------------------- | ----------------- | ------------- | ---------------- |
| Erik Baška                  | 12 januari 1994   | Slowakije     | Neo              |
| Lukáš Batora (vanaf 1 juli) | 17 september 1985 | Slowakije     | Neo              |
| Roman Broniš                | 17 oktober 1976   | Slowakije     |                  |
| Mário Daško                 | 30 juni 1994      | Slowakije     | Neo              |
| Róbert Gavenda              | 15 januari 1988   | Slowakije     |                  |
| Matej Jurčo                 | 8 augustus 1984   | Slowakije     | Whirlpool-Author |
| Michal Kolář                | 21 december 1992  | Slowakije     |                  |
| Maroš Kováč                 | 11 april 1977     | Slowakije     |                  |
| Martin Mahdar               | 31 juli 1989      | Slowakije     |                  |
| Luboš Malovec               | 10 februari 1994  | Slowakije     | Neo              |
| Filip Taragel               | 19 mei 1992       | Slowakije     |                  |
| Patrik Tybor                | 16 september 1987 | Slowakije     |                  |
| Matej Vyšňa                 | 8 juli 1988       | Slowakije     |                  |